# Basketball-Ozeanienmeisterschaft der Frauen
Die Basketball-Ozeanienmeisterschaft der Frauen (offiziell: FIBA Oceania Women's Championship) ist die vom Weltverband FIBA ausgetragene Kontinentalmeisterschaft für Ozeanien im Basketball. Meist besteht sie lediglich aus einer Finalrunde von maximal drei Spielen zwischen Australien und Neuseeland. Gibt es mehr als zwei Teilnehmer, wird zuvor eine Gruppenphase ausgetragen, bei der die Mannschaften je einmal gegeneinander antreten. Rekordtitelträger ist Australien, das seit Bestehen des Turniers sportlich ungeschlagen ist (in den Jahren 1993 und 1999 nahm die Mannschaft nicht am Turnier teil).
Die Meisterschaft findet seit 1993 im Zweijahres-Rhythmus statt und ist gleichzeitig das ozeanische Qualifikationsturnier für die Basketball-Weltmeisterschaft oder die Olympischen Sommerspiele. Davor wurde das Turnier meist alle vier Jahre ausgetragen. 1999 wurde kein Turnier ausgetragen, da Australien, als Gastgeber der Olympischen Spiele bereits für Olympia qualifiziert, nicht Teilnahm und Amerikanisch-Samoa seine Teilnahme zurückzog. Neuseeland gewann daher kampflos.
Bis auf 1999 und 2007 qualifiziert sich nur der Sieger für das folgende Turnier. Da, wie oben schon erwähnt, Australien die olympischen Sommerspiele 2000 ausrichtete und somit für das Turnier automatisch gesetzt war, starteten mit Neuseeland zwei Mannschaften aus Ozeanien. Ähnlich war es im Jahr 2007, als Australien als amtierender Weltmeister bereits für die Olympischen Sommerspiele 2008 qualifiziert war. Durch ihren Finaleinzug qualifizierte sich auch die Mannschaft Neuseelands für die Spiele. Fidschi durfte als drittplatzierte Mannschaft beim Qualifikationsturnier starten. Seit 2015 qualifiziert sich die zweitplatzierte Mannschaft für das olympische Qualifikationsturnier. Ab dem Jahr 2017 wurden alle FIBA-Kontinentalmeisterschaften im Vierjahresrhythmus ausgetragen. Gleichzeitig wurde die Ozeanienmeisterschaft als eigene Meisterschaft eingestellt und die Mannschaften aus Ozeanien spielen seit dem bei der Basketball-Asienmeisterschaft mit. 

## Die Turniere im Überblick
| 1974 Details | Australien             | Sydney, Melbourne             | Australien | 69–42  | 72–44              | 75–55              | Neuseeland | Keine weiteren Teilnehmer |
| 1978 Details | Neuseeland             | Auckland, Dunedin, Wellington | Australien | 68–37  | 63–33              | 89–32              | Neuseeland | Keine weiteren Teilnehmer |
| 1982 Details | Australien             | Melbourne                     | Australien | 66–46  | 64–32              | 85–55              | Neuseeland | Keine weiteren Teilnehmer |
| 1985 Details | Australien             | Melbourne                     | Australien | 63–36  | 62–43              | -                  | Neuseeland | Keine weiteren Teilnehmer |
| 1989 Details | Neuseeland             |                               | Australien | 93–45  | 107–59             | 80–38              | Neuseeland | Keine weiteren Teilnehmer |
| 1993 Details | Neuseeland             | Auckland                      | Neuseeland | 120–56 | 106–61             | 120–58             | Samoa      | Keine weiteren Teilnehmer |
| 1995 Details | Australien             | Sydney                        | Australien | 89–44  | 79–45              | -                  | Neuseeland | Keine weiteren Teilnehmer |
| 1997 Details | Neuseeland             | Palmerston North, Wellington  | Australien | 99–61  | Nur ein Finalspiel | Nur ein Finalspiel | Neuseeland | Neukaledonien             |
| 2001 Details | Neuseeland             | Christchurch, Invercargill    | Australien | 97–61  | 102–55             | -                  | Neuseeland | Keine weiteren Teilnehmer |
| 2003 Details | Australien             | Davenport, Launceston         | Australien | 69–55  | 84–61              | -                  | Neuseeland | Keine weiteren Teilnehmer |
| 2005 Details | Neuseeland             | Auckland, Napier, Palmerston  | Australien | 77–51  | 75–67              | 67–38              | Neuseeland | Keine weiteren Teilnehmer |
| 2007 Details | Neuseeland             | Dunedin                       | Australien | 87–46  | Nur ein Finalspiel | Nur ein Finalspiel | Neuseeland | Fidschi                   |
| 2009 Details | Australien, Neuseeland | Canberra, Dunedin             | Australien | 98–48  | 97–57              | -                  | Neuseeland | Keine weiteren Teilnehmer |
| 2011 Details | Australien             | Brisbane, Melbourne, Sydney   | Australien | 77–64  | 92–73              | 82–57              | Neuseeland | Keine weiteren Teilnehmer |
| 2013 Details | Australien, Neuseeland | Auckland, Canberra            | Australien | 66–50  | 84–66              | -                  | Neuseeland | Keine weiteren Teilnehmer |
| 2015 Details | Australien, Neuseeland | Melbourne, Tauranga           | Australien | 61–41  | 80–63              | -                  | Neuseeland | Keine weiteren Teilnehmer |

### Medaillenspiegel
| Rang | Land          | Goldmedaillen | Silbermedaillen | Bronzemedaillen | Gesamt |
| ---- | ------------- | ------------- | --------------- | --------------- | ------ |
| 1    | Australien    | 15            | 0               | 0               | 15     |
| 2    | Neuseeland    | 2             | 15              | 0               | 17     |
| 3    | Samoa         | 0             | 1               | 0               | 1      |
| 4    | Fidschi       | 0             | 0               | 1               | 1      |
|      | Neukaledonien | 0             | 0               | 1               | 1      |